# Сборная Эфиопии по футболу
Сбо́рная Эфио́пии по футбо́лу — представляет Эфиопию на международных футбольных турнирах и в товарищеских матчах. Управляющая организация — Федерация футбола Эфиопии.

## История
Федерация футбола Эфиопии была основана в 1943 году. Член ФИФА с 1952 года.
В 1950-60-е годы становилась призёром Кубка африканских наций, а в 1962 году выиграла этот турнир.
Все успехи сборной связаны с африканским континентом. Сборная Эфиопии становилась:
— победителем Кубка африканских наций в 1962 году; 
— победителем Кубка Восточной и Центральной Африки в 1987, 2001, 2004 и 2005 годах.

## Чемпионат мира
- 1930 — 1958 — не принимала участия
- 1962 — не прошла квалификацию
- 1966 — не принимала участия
- 1970 — 1986 — не прошла квалификацию
- 1990 — не принимала участия
- 1994 — не прошла квалификацию
- 1998 — не принимала участия
- 2002 — 2006 — не прошла квалификацию
- 2010 — дисквалифицирована
- 2014 — 2022 — не прошла квалификацию

## Кубок африканских наций
| Год   | Команда | Раунд турнира          | Матчи | Победы | Ничьи | Поражения | Забито | Пропущено |
| ----- | ------- | ---------------------- | ----- | ------ | ----- | --------- | ------ | --------- |
| 1957  | Эфиопия | 2-е место              | 1     | 0      | 0     | 1         | 0      | 4         |
| 1959  | Эфиопия | 3-е место              | 2     | 0      | 0     | 2         | 0      | 5         |
| 1962  | Эфиопия | Чемпион                | 2     | 2      | 0     | 0         | 8      | 4         |
| 1963  | Эфиопия | 4-е место              | 3     | 1      | 0     | 2         | 4      | 7         |
| 1965  | Эфиопия | Групповой этап         | 2     | 0      | 0     | 2         | 1      | 9         |
| 1968  | Эфиопия | 4-е место              | 5     | 3      | 0     | 2         | 8      | 6         |
| 1970  | Эфиопия | Групповой этап         | 3     | 0      | 0     | 3         | 3      | 12        |
| 1972  | Эфиопия | Не прошла квалификацию | —     | —      | —     | —         | —      | —         |
| 1974  | Эфиопия | Не прошла квалификацию | —     | —      | —     | —         | —      | —         |
| 1976  | Эфиопия | Групповой этап         | 3     | 1      | 1     | 1         | 4      | 3         |
| 1978  | Эфиопия | Не прошла квалификацию | —     | —      | —     | —         | —      | —         |
| 1980  | Эфиопия | Не прошла квалификацию | —     | —      | —     | —         | —      | —         |
| 1982  | Эфиопия | Групповой этап         | 3     | 0      | 1     | 2         | 0      | 4         |
| 1984  | Эфиопия | Не прошла квалификацию | —     | —      | —     | —         | —      | —         |
| 1986  | Эфиопия | Не участвовала         | —     | —      | —     | —         | —      | —         |
| 1988  | Эфиопия | Не прошла квалификацию | —     | —      | —     | —         | —      | —         |
| 1990  | Эфиопия | Не прошла квалификацию | —     | —      | —     | —         | —      | —         |
| 1992  | Эфиопия | Не прошла квалификацию | —     | —      | —     | —         | —      | —         |
| 1994  | Эфиопия | Не прошла квалификацию | —     | —      | —     | —         | —      | —         |
| 1996  | Эфиопия | Не прошла квалификацию | —     | —      | —     | —         | —      | —         |
| 1998  | Эфиопия | Не прошла квалификацию | —     | —      | —     | —         | —      | —         |
| 2000  | Эфиопия | Не прошла квалификацию | —     | —      | —     | —         | —      | —         |
| 2002  | Эфиопия | Не прошла квалификацию | —     | —      | —     | —         | —      | —         |
| 2004  | Эфиопия | Не прошла квалификацию | —     | —      | —     | —         | —      | —         |
| 2006  | Эфиопия | Не прошла квалификацию | —     | —      | —     | —         | —      | —         |
| 2008  | Эфиопия | Не прошла квалификацию | —     | —      | —     | —         | —      | —         |
| 2010  | Эфиопия | Не прошла квалификацию | —     | —      | —     | —         | —      | —         |
| 2012  | Эфиопия | Не прошла квалификацию | —     | —      | —     | —         | —      | —         |
| 2013  | Эфиопия | Групповой этап         | 3     | 0      | 1     | 2         | 1      | 7         |
| 2015  | Эфиопия | Не прошла квалификацию | —     | —      | —     | —         | —      | —         |
| 2017  | Эфиопия | Не прошла квалификацию | —     | —      | —     | —         | —      | —         |
| 2019  | Эфиопия | Не прошла квалификацию | —     | —      | —     | —         | —      | —         |
| 2021  | Эфиопия | Групповой этап         | 3     | 0      | 1     | 2         | 2      | 6         |
| 2023  | Эфиопия | Не прошла квалификацию | —     | —      | —     | —         | —      | —         |
| Итого |         | 11/34                  | 30    | 7      | 4     | 19        | 31     | 67        |